# メキャベツ
メキャベツ（芽キャベツ、英: Brussels sprouts、学名：Brassica oleracea）は、
アブラナ科の一年草。キャベツの変種のひとつ。別名はヒメカンラン（姫甘藍）、コモチカンラン（子持甘藍）。仏語でシュー・ド・ブリュッセル（chou de Bruxelles）。原産地はベルギーのブリュッセル近郊とされる。

## 生態

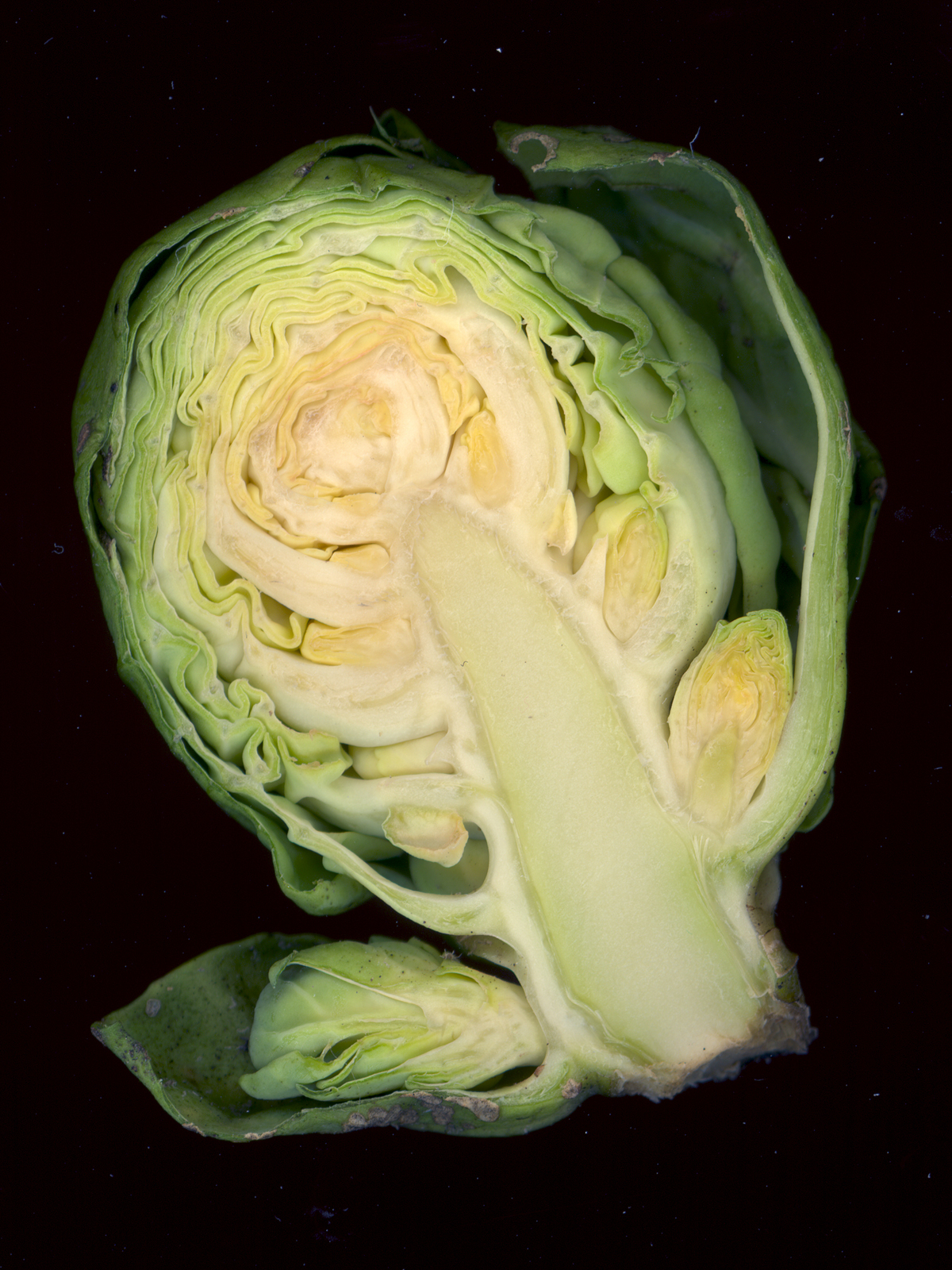
メキャベツの内部

低温、高湿度の環境と親和する。メキャベツは小さい品種と高く伸びる品種の大きく二種類に大別される。頂芽に球をつける普通のキャベツとは異なり、側芽が球になる。小さな品種は高くとも0.6m程までしか伸びず、逆に大きい品種は1.2mほどまで伸びる。茎の側面に直径3-4cmの小さなキャベツが50-60個つく。キャベツは若い内はナッツのように甘い香りを出すが、成長すると他のアブラナ科の野菜同様苦味を出す。

## 料理
ビタミンCを多く含み、柔らかくゆでて、シチュー、和え物、煮物、バター炒め、サラダなどにする。可食部100g中の成分は、エネルギー50kcal、水分83.2%、たんぱく質5.2%、脂質0.1%、炭水化物9.9%、灰分1.1%である（五訂増補　日本食品標準成分表より）。
イギリスでは、メキャベツは七面鳥など肉料理との付け合わせにされることが多い。ベルギーでは、皮を剥いた栗と併せて加熱する。
1990年、ケールとの交配により結球しない品種が静岡県で開発され、「プチヴェール」の名で販売されている。
シニグリンも含まれている。

## 歴史
メキャベツ（ブリュッセル・スプラウト）が開発されたのは14世紀で、場所はベルギーのブリュッセル近郊だったといわれている。1481年には、ブリュッセルのブレドローデ公の盛大な結婚式の披露宴でふるまわれたと伝えられている。
メキャベツの栽培が始まったのは比較的近年である。18世紀末、フランスやイギリス、ベルギーの菜園で栽培が進み、アメリカ合衆国では1812年に元大統領のトーマス・ジェファーソンが栽培をはじめたことを契機に19世紀初頭に普及した。急速冷凍の方法が浸透してからは冷却野菜として市場での需要が上昇する事となった。

## ギャラリー

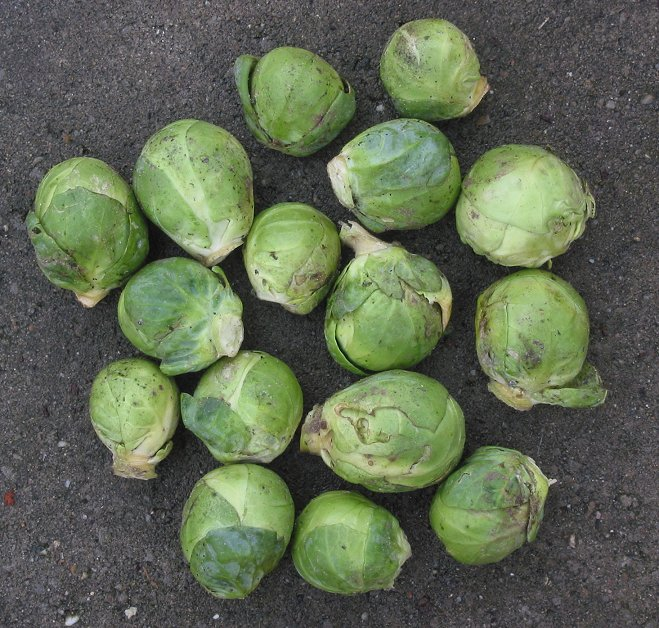
メキャベツ
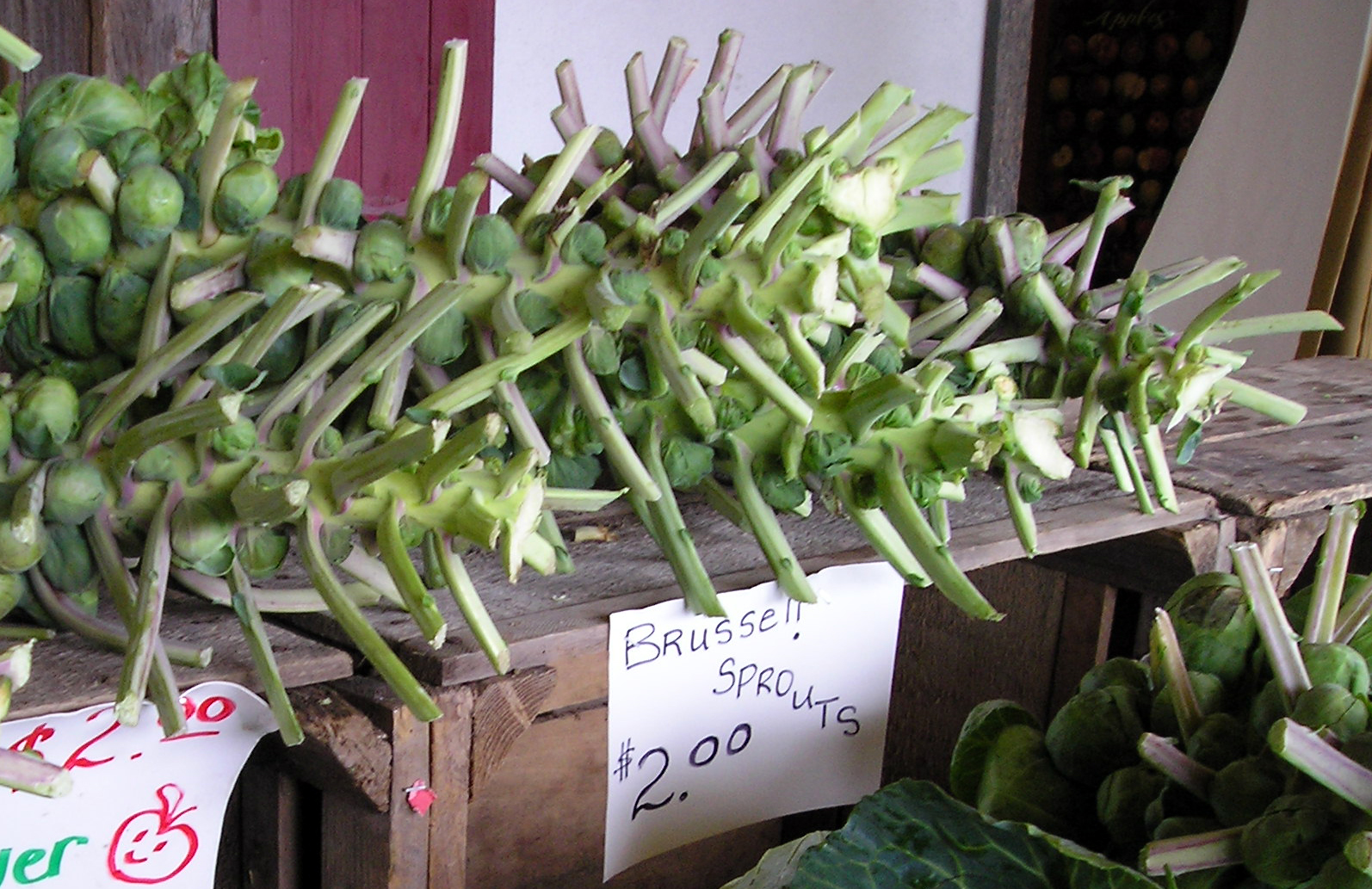
本葉を落とした状態で販売されているメキャベツ
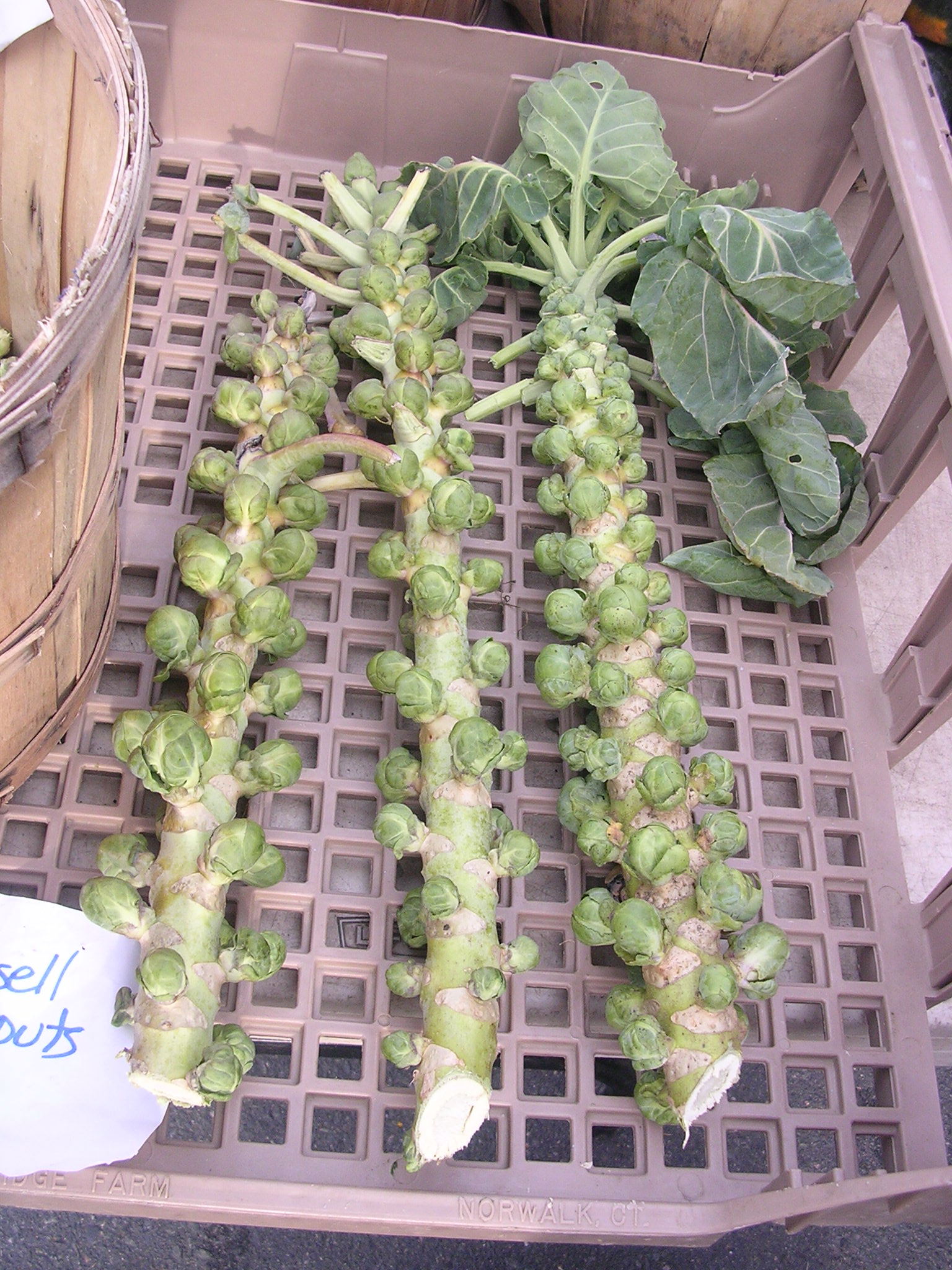
茎に付いたままのメキャベツ
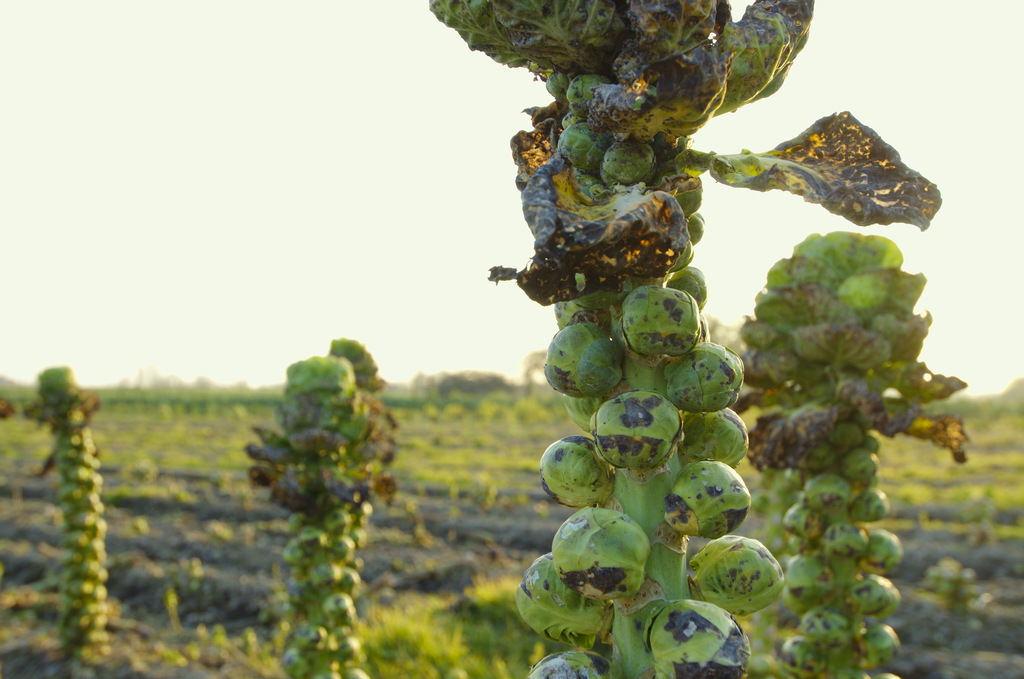
収穫の準備ができたメキャベツ
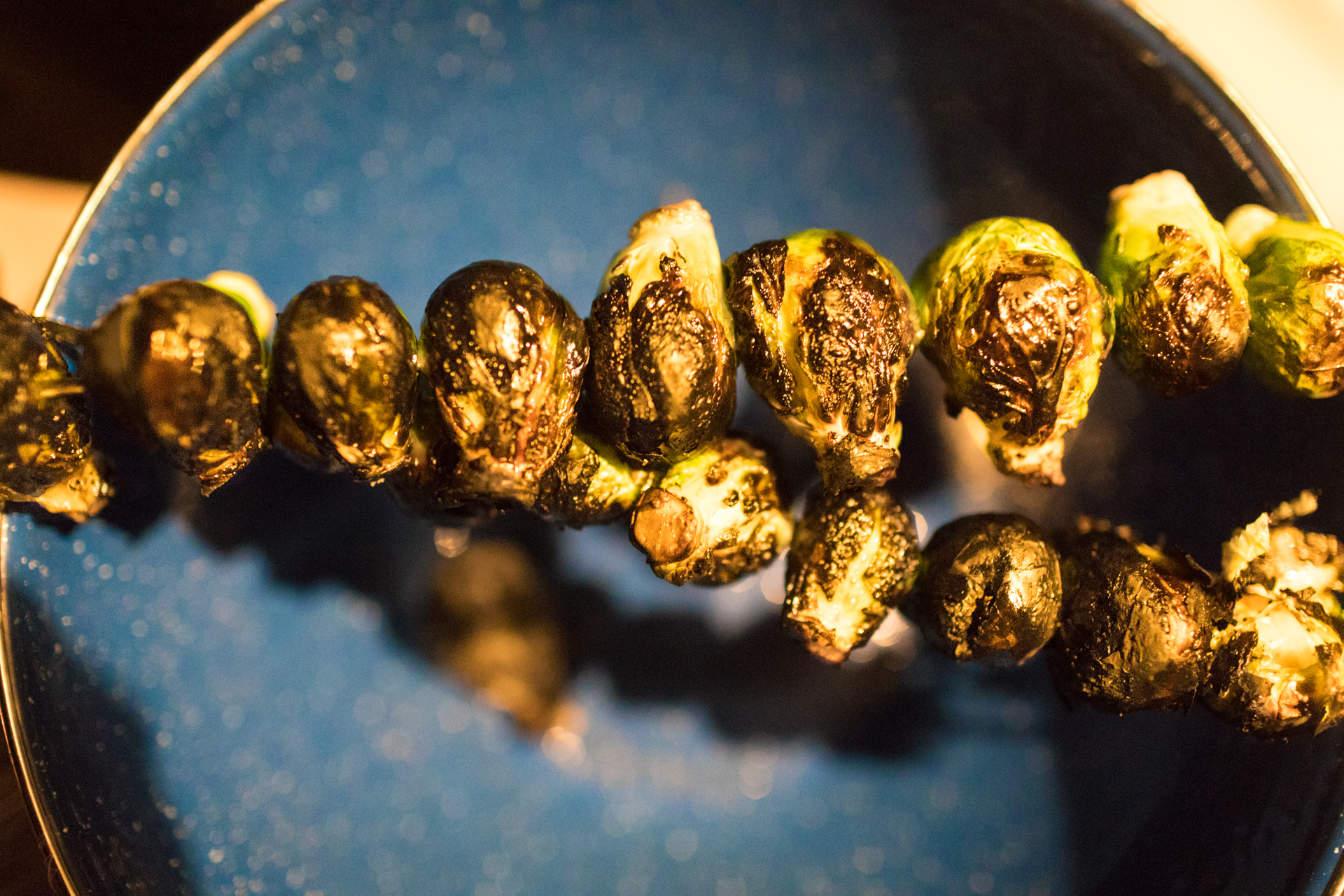
火で焼いたメキャベツ
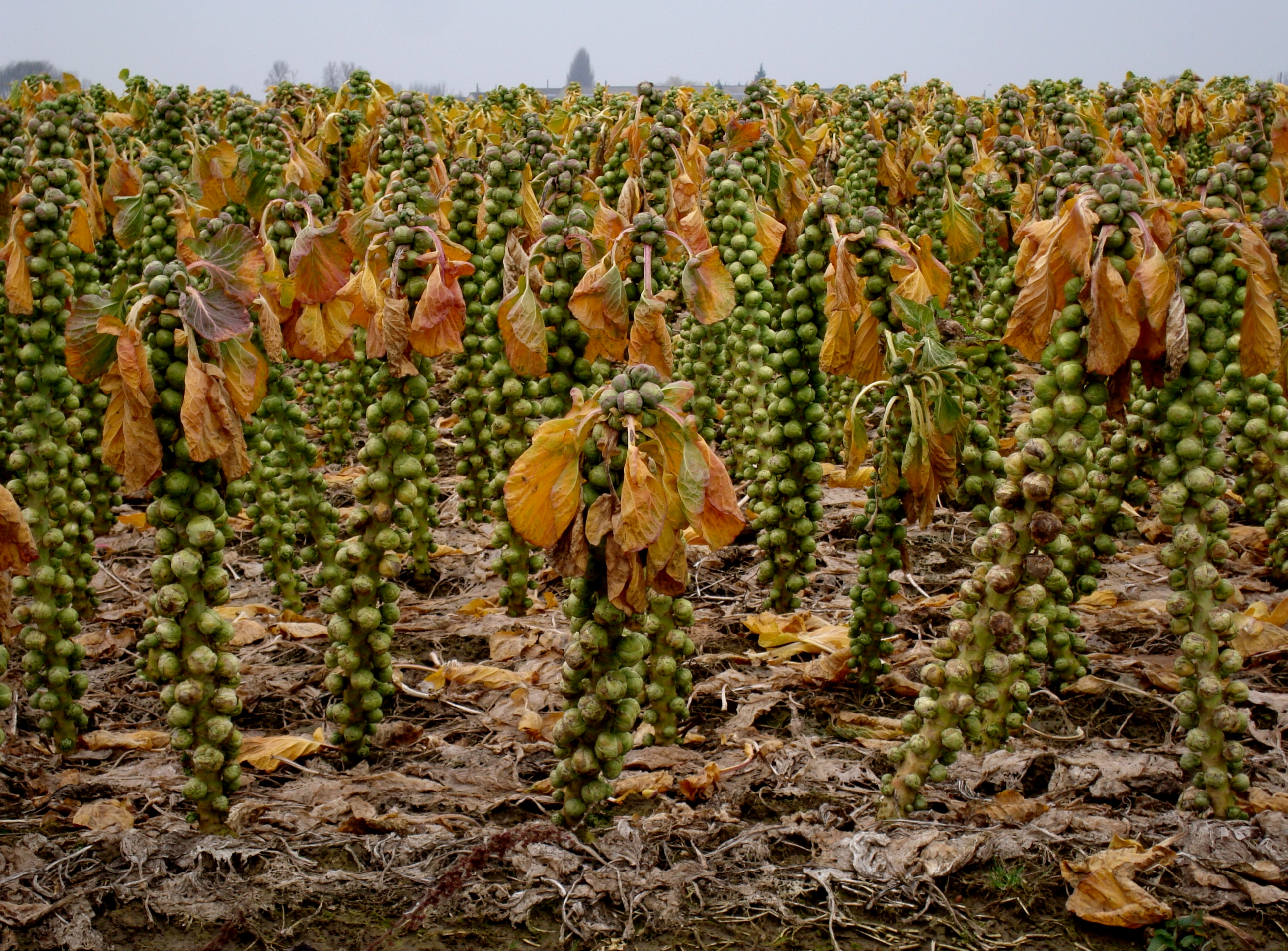
メキャベツの畑
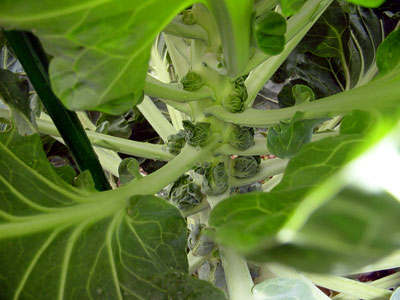
本葉の脇に生えているメキャベツ